# Euspondylus monsfumus
Espèce
Euspondylus monsfumus est une espèce de sauriens de la famille des Gymnophthalmidae.

## Répartition
Cette espèce est endémique de l'État de Sucre au Venezuela.

## Publication originale
- Mijares-Urrutia, Señaris & Arends, 2001 "2000" : Taxonomía de algunos microtéidos (Squamata) de Venezuela, I: Variación y distribución geográfica de Euspondylus acutirostris con la descripción de un nuevo Euspondylus. Revista de BiologÌa Tropical, vol. 48, no 2/3, p. 671-680 (texte intégral).